# Verona (Missouri)
Verona – miasto w Stanach Zjednoczonych, w stanie Missouri, w hrabstwie Lawrence.